# Problema do cálculo econômico
O problema do cálculo econômico é uma crítica ao uso do planejamento econômico como substituto da alocação dos fatores de produção baseada no mercado. Foi proposto pela primeira vez por Ludwig von Mises em seu artigo de 1920 "Cálculo Econômico na Comunidade Socialista" e posteriormente expandido por Friedrich Hayek.  
Em seu primeiro artigo, Mises descreveu a natureza do sistema de preços sob o capitalismo e descreveu como os valores subjetivos individuais (enquanto critica outras teorias de valor) são traduzidos em informações objetivas necessárias para a alocação racional de recursos na sociedade. Ele argumentou que o planejamento da economia leva necessariamente a uma alocação irracional e ineficiente de recursos. Nas trocas de mercado, os preços refletem a oferta e a demanda de recursos, mão de obra e produtos. No artigo, Mises focou sua crítica nas deficiências da socialização dos bens de capital, mas depois passou a elaborar das várias formas diferentes de socialismo em seu livro Socialism. Ele mencionou brevemente o problema no 3º livro de Ação Humana: um Tratado de Economia, onde também elaborou sobre os diferentes tipos de socialismo, nomeadamente os modelos "Hindenburg" e "Lenin", que são singularmente diferentes, e mostrando por que, em sua opinião, o socialismo de mercado ainda é vítima dos problemas que estão ligados ao socialismo.
Mises e Hayek argumentaram que o cálculo econômico só é possível por meio de informações fornecidas por meio de preços de mercado e que os métodos burocráticos ou tecnocráticos de alocação carecem de métodos para alocar recursos racionalmente. A análise de Mises centrou-se na teoria dos preços, enquanto Hayek optou por uma análise mais detalhada da informação e do empreendedorismo. O debate se alastrou nas décadas de 1920 e 1930 e esse período específico do debate passou a ser conhecido pelos historiadores econômicos como o debate do cálculo socialista. As críticas iniciais de Mises receberam múltiplas reações e levaram à concepção do socialismo de mercado de tentativa e erro, mais notavelmente o teorema de Lange-Lerner.
No artigo de 1920, Mises argumentou que os sistemas de preços nas economias socialistas eram necessariamente deficientes porque se uma entidade pública possuísse todos os meios de produção, nenhum preço racional poderia ser obtido para bens de capital, pois eram meras transferências internas de bens e não "objetos". de troca", ao contrário dos bens finais. Portanto, eles não eram precificados e, portanto, o sistema seria necessariamente irracional, pois os planejadores centrais não saberiam alocar os recursos disponíveis de forma eficiente. Ele escreveu que "a atividade econômica racional é impossível em uma comunidade socialista". Mises desenvolveu sua crítica ao socialismo de forma mais completa em seu livro Socialism, de 1922, argumentando que o sistema de preços de mercado é uma expressão da praxeologia e não pode ser replicado por nenhuma forma de burocracia.
Críticos notáveis do argumento original de Mises e da nova proposta de Hayek incluem o economista anarco-capitalista Bryan Caplan, o programador de computador e marxista Paul Cockshott, bem como outros comunistas.

## Criticas
Atualmente, o debate perpassa pelo uso da computação para resolver o problema. Paul Cockshott e Allin Cottrell argumentaram que o uso de tecnologia computacional agora simplifica o cálculo econômico e permite que o planejamento central seja implementado e mantido. Steven Horwitz fez um contraponto, indicando que o problema do cálculo econômico não seria computacional, mas epistemológico, uma vez que a informação utilizada para os cálculos não viria dos indivíduos, portanto não representando suas preferências subjetivas. Leigh Phillips e Michal Rozworski lançaram um livro em 2019 que argumenta que corporações multinacionais como Walmart e Amazon já operam economias centralmente planejadas maiores que a União Soviética, afirmando que o problema de cálculo econômico é superável.